# سوبر ماريو 64
سوبر ماريو 64 (بالإنجليزية: Super Mario 64 ؛ باليابانية: スーパーマリオ64 ، سّوپّا ماريوه روكّوجّويون) هي لعبة فيديو من نوع لعبة منصات ثلاثي الأبعاد من تطوير فريق نينتندو للتحليل الترفيه والتطوير وناشر شركة نينتندو على نظام النينتندو 64. تعتبر اللعبة واحد من عناوين الإطلاق لنظام النينتندو 64، إلى جانب لعبة بايلوتوينغز 64. صدرت اللعبة في اليابان في 23 يونيو، 1996 ، وصدرت لحقاً في أمريكا الشمالية وأوروبا أيضاً. باعت لعبة سوبر ماريو 64 أكثر من أحد عشر مليون نسخة. لعبة سوبر ماريو 64 دي أس، والتي صدرة على نظام النينتندو دي أس المحمول في 2004، هي لعبة معادة معززة للعبة سوبر ماريو 64.

## وصلات خارجية
- سوبر ماريو 64 على موقع IMDb (الإنجليزية)
- سوبر ماريو 64 في سوبر ماريو ويكي (بالإنجليزية)
- الصنع سوبر ماريو 64 المقالة من أندي روبنسن (بالإنجليزية)